# Diocesi di San Francisco de Asís de Jutiapa
La diocesi di San Francisco de Asís de Jutiapa (in latino: Dioecesis Sancti Francisci Assisiensis de Iutiapa) è una sede della Chiesa cattolica in Guatemala suffraganea dell'arcidiocesi di Santiago di Guatemala. Nel 2022 contava 416.000 battezzati su 513.000 abitanti. È retta dal vescovo Antonio Calderón Cruz.

## Territorio
La diocesi comprende il dipartimento guatemalteco di Jutiapa.
Sede vescovile è la città di Jutiapa, dove si trova la cattedrale di San Cristoforo (San Cristóbal).
Il territorio si estende su 3.219 km² ed è suddiviso in 16 parrocchie.

## Storia
La diocesi è stata eretta da papa Francesco il 25 gennaio 2016 con la bolla Ab Domino ipso, ricavandone il territorio dalla diocesi di Jalapa.

## Cronotassi dei vescovi
Si omettono i periodi di sede vacante non superiori ai 2 anni o non storicamente accertati.
- Antonio Calderón Cruz, dal 25 gennaio 2016

## Statistiche
La diocesi nel 2022 su una popolazione di 513.000 persone contava 416.000 battezzati, corrispondenti all'81,1% del totale.
| anno | popolazione | popolazione | popolazione | presbiteri | presbiteri | presbiteri | presbiteri                | diaconi | religiosi | religiosi | parrocchie |
| anno | battezzati  | totale      | %           | numero     | secolari   | regolari   | battezzati per presbitero | diaconi | uomini    | donne     | parrocchie |
| ---- | ----------- | ----------- | ----------- | ---------- | ---------- | ---------- | ------------------------- | ------- | --------- | --------- | ---------- |
| 2016 | 389.573     | 458.321     | 85,0        | 24         | 14         | 10         | 16.232                    |         | 12        | 80        | 15         |
| 2017 | 389.573     | 458.321     | 85,0        | 26         | 16         | 10         | 14.983                    |         | 13        | 54        | 16         |
| 2020 | 398.290     | 490.740     | 81,2        | 27         | 17         | 10         | 14.751                    |         | 12        | 52        | 16         |
| 2022 | 416.000     | 513.000     | 81,1        | 27         | 17         | 10         | 15.407                    |         | 12        | 52        | 16         |